# 吉川村 (広島県世羅郡)
吉川村（よしかわむら）は、広島県世羅郡にあった村。現在の世羅郡世羅町、東広島市の一部にあたる。

## 地理
- 河川：津口川（美波羅川）[2]

## 歴史
- 1889年（明治22年）4月1日、町村制の施行により、世羅郡吉原村、中村、黒川村が合併して村制施行し、吉川村が発足[1][2]。旧村名を継承した吉原、中、黒川の3大字を編成[2]。
- 1890年（明治23年）甲山警察署（現世羅警察署）巡査駐在所開設[2]。
- 1907年（明治40年）吉川産業組合設立[2]。
- 1926年（大正13年）備後世羅畳表組合吉川村支部設立[2]。
- 1940年（昭和15年）
  - 7月1日、世羅郡上山村大字上壱の一部を編入[1]。
  - 7月12日、大字黒川の一部を世羅郡上山村に編入[1]。
- 1955年（昭和30年）3月31日、吉川村を二分割し、大字中・黒川と吉原の一部は世羅郡小国村、津久志村（一部、大字山中福田）、津名村（一部、大字上津田・下津田・長田津）と合併し、町制施行して世羅西町を新設[2][1]。大字吉原の一部は豊田郡豊栄町に編入され、吉川村は廃止された。

### 地名の由来
合併村名の文字を組み合わせたもの。

## 産業
- 農業、畳表[2]

## 教育
- 1908年（明治41年）字枕木に吉川高等小学校校舎新築[2]。1910年（明治43年）吉川村農業補習学校併設[2]。1912年（明治45年）校舎が焼失し、1913年（大正2年）に再建した[2]。

## 村長
- 長寿彦